# Jarosław Zawadzki (tłumacz)
Jarosław Bogdan Zawadzki (ur. 1977) – polski tłumacz literatury chińskiej i angielskojęzycznej.
Absolwent sinologii na Uniwersytecie Warszawskim oraz anglistyki na Uniwersytecie Jagiellońskim. Tłumaczył autorów takich jak: William Auld, William Blake, Geoffrey Chaucer, Zhou Chuncai, Xu Deming, Sanmao, Lao Tse, Wang Yin. Nominowany do Nagrody Literackiej Gdynia 2022 za przekład książki Geoffreya Chaucera Opowieści kantenberyjskie (Wydawnictwo Biblioteki Śląskiej, Katowice 2021). Członek Stowarzyszenia Tłumaczy Literatury.

## Tłumaczenia i prace oryginalne
- Milton, John. Raj utracony, w „Raj utracony = Утрачений рай”, John Milton, tłum. Jarek Zawadzki, Katowice: Biblioteka Śląska, 2024, s. 28–464.
- Hsiao, Katniss. Zanim zostaliśmy potworami, tłum. Jarek Zawadzki, Białystok: Wydawnictwo Mova, 2024.
- Chen, Kevin. Upiorne miejsce, tłum. Jarek Zawadzki, Białystok: Wydawnictwo Mova, 2023.
- Zawadzki, Jarosław. Ślad, w „Antologia Białego Kruka 2021: IV Ogólnopolski Konkurs Poetycki na Zestaw Wierszy Klasycznych im. Mariana Janusza Kawałki o Statuetkę Białego Kruka: Rejowiec 2021”, red. Henryk Radej i Waldemar Taurogiński, Chełm: Tawa, 2022.
- Zawadzki, Jarosław. Miasto, w „Antologia Białego Kruka 2021: IV Ogólnopolski Konkurs Poetycki na Zestaw Wierszy Klasycznych im. Mariana Janusza Kawałki o Statuetkę Białego Kruka: Rejowiec 2021”, red. Henryk Radej i Waldemar Taurogiński, Chełm: Tawa, 2022.
- Zawadzki, Jarosław. Słońce, „Ypsilon kwartalnik literacko-artystyczny”, 20 listopad 2022, [dostęp 30.04.2024].
- Zawadzki, Jarek. Na ostrowie rzeki, Gliwice: Enheduanna, 2022.
- Keats, John. Endymion, tłum. Jarek Zawadzki, Łódź: Goldenmark Librarium, 2022.
- Sun Wu, Sun Bin. Sztuka wojny, tłum. Jarek Zawadzki, Warszawa: SBM, 2022.
- Chaucer, Geoffrey. Opowieści kanterberyjskie, tłum. Jarek Zawadzki, Katowice: Biblioteka Śląska, 2021.
- Zawadzki, Jarek. ... a ja się nie zmienię, Gliwice: Enheduanna, 2021.
- Zawadzki, Jarosław. Opowieść o Geoffreyu Chaucerze i jego dziele, „Ananke”, nr 1–4, 2020, s. 85–88.
- Brooke, Arthur. Tragiczna historia Romea i Julii, tłum. Jarek Zawadzki, Gliwice: Enheduanna, 2020.
- Blake, William. Piosenki niewinności i pieśni doświadczenia, tłum. Jarek Zawadzki, Gliwice: Enheduanna, 2020.
- Zawadzki, Jarosław. Encyklopedia, Wysokie obcasy, Zmurszała sień, Priorytety, „Wiersze wybrane w styczniu 2020”, 2020, [dostęp 30.04.2024].
- Xu Deming i in. 100 pytań o jedwabiu, tłum. Jarek Zawadzki, Skarżysko-Kamienna: Kwiaty Orientu, 2019.
- Zawadzki, Jarosław. Loneliness and solitude in Bian Zhilin’s poems, w „Oriental Encounters. Language, Society, Culture / Spotkania Orientalistyczne. Język, Społeczeństwo, Kultura”, red. Ireneusz Kida i Agnieszka Solska, Katowice: Wydawnictwo UŚ, 2019.
- Zawadzki, Jarosław. Robinson Jeffers’s Inhumanism vs. Tao’s Unconcern, „Studia Litteraria”, t. 13, nr 4, 2018, s. 297–307.
- Zawadzki, Jarek. Najlepiej spożyć przed: wiersze takie jakie były, Seattle: CreateSpace, 2018.
- Sanmao. Saharyjskie dni, tłum. Jarek Zawadzki, Skarżysko-Kamienna: Kwiaty Orientu, 2018.
- Zawadzki, Jarek. print(new_line);: original poems and translations, CreateSpace Independent Publishing Platform, 2016.
- Zawadzki, Jarek. Dawna literatura chińska: antologia i omówienie, t. 1, Seattle: CreateSpace, 2015.
- Zawadzki, Jarosław. Outline of the Qing Law, „Roczniki Humanistyczne”, t. 62, nr 9, 2014, s. 147–170.
- Zawadzki, Jarosław. A review of Łukasz Gacek’s: Bezpieczeństwo energetyczne Chin: aktywność państwowych przedsiębiorstw na rynkach zagranicznych [China’s Energy Security: State-owned Companies Pursuits in Foreign Markets], „Roczniki Humanistyczne”, t. LXII, nr 9, 2014, s. 173–178.
- Rozważania = Lún Yŭ: (Dialogi konfucjańskie): przekład dramaturgiczny wierszem, tłum. Jarek Zawadzki, Seattle: CreateSpace, 2012.
- Tao Yuanming. Pijany pustelnik: wiersze, tłum. Jarek Zawadzki, Seattle: CreateSpace, 2012.
- Sun Tzu i inni. Sztuka wojny i 36 forteli, tłum. Jarek Zawadzki, Seattle: CreateSpace, 2012.
- Musialowski, Wieslaw. Selected Poems = Wiersze wybrane 1996-2012, tłum. Jarek Zawadzki, Seattle: CreateSpace, 2012.
- Zawadzki, Jarosław. Kreatywność tao jako model zniewolenia podmiotu, w „Purusza, atman, tao, sin”, red. O. Łucyszyna i M. St. Zięba, Łódź: Wydawnictwo AHE, 2011.
- Wang Yin. Zawołaj po imieniu, łzy, tłum. Jarek Zawadzki, Katowice: Instytucja Kultury Ars Cameralis Silesiae Superioris, 2009.
- Zhu Hao. Samotny Spacerowicz, tłum. Jarek Zawadzki, Katowice: Instytucja Kultury Ars Cameralis Silesiae Superioris, 2009.
- Tao Yuanming. Z poezji chińskiej, tłum. Jarek Zawadzki, „Poezja Dzisiaj”, nr 77, 2009, s. 64–77.
- Lao Tse. Wielka księga Tao, tłum. Jarek Zawadzki, Warszawa: Hachette Livre Polska, 2009.
- Selected Masterpieces of Polish Poetry, tłum. Jarek Zawadzki, Charleston, S.C.: Booksurge, 2007.
- Zhou Chuncai. Księga przemian, tłum. Jarek Zawadzki, Warszawa: Wydawnictwo Akademickie „Dialog”, 2006.
- Auld, William. Planeta dzieci, tłum. Jarek Zawadzki, Szczecin: My Book, 2005.
- „Sztuka wojny” wg Sun Tzu’ego i Sun Bina, tłum. Jarek Zawadzki, „[fo:pa]”, nr 3, 2005, s. 32–37.
- 70 wierszy chińskich, tłum. Jarek Zawadzki, Szczecin: My Book, 2004.
- Lao-tsy. Wielka Księga Tao, tłum. Jarek Zawadzki, Szczecin: My Book, 2004.